# Heterochondria
Heterochondria – rodzaj widłonogów z rodziny Chondracanthidae. Nazwa naukowa tego rodzaju skorupiaków została opublikowana w 1935 roku przez chińskiego zoologa S.C. Yü.

## Podział systematyczny
Do rodzaju należą następujące gatunki:
- Heterochondria atypica Ho, 1972
- Heterochondria crassicornis (Krøyer, 1837)
- Heterochondria cynoglottidis (Thompson I.C. & Scott A., 1903)
- Heterochondria longa Tripathi, 1961
- Heterochondria longicephala (Yü & Wu, 1932)
- Heterochondria orientalis Moon & Soh, 2013
- Heterochondria petila Ho, I.H. Kim & Kumar, 2000
- Heterochondria pillaii Ho, 1970
- Heterochondria similis (Yü & Wu, 1932)
- Heterochondria zebriae (Ho, I.H. Kim & Kumar, 2000)